# Atletiek op de Olympische Zomerspelen 1936

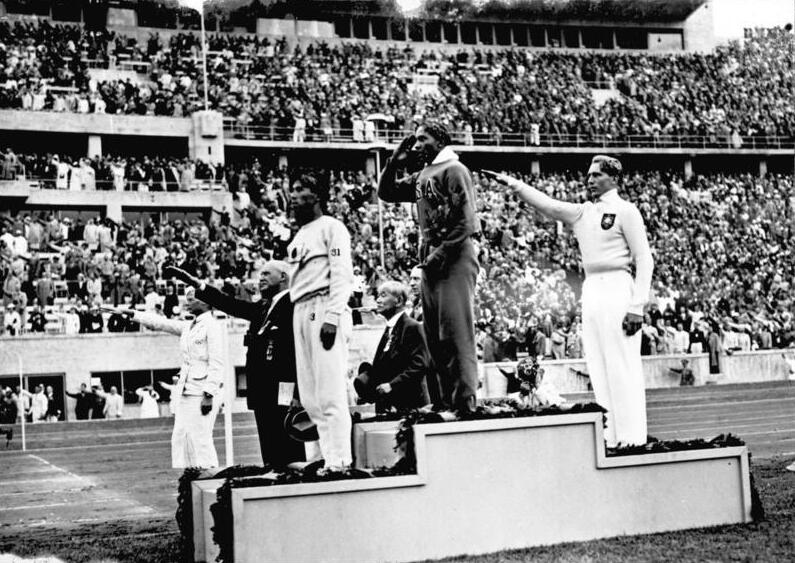
Jesse Owens als eerste geëindigd, met de deelnemer van Nazi-Duitsland op de tweede plaats.

Atletiek is een van de sporten die beoefend werden tijdens de Olympische Zomerspelen 1936 in Berlijn.

## Heren

### 100 m
| rang   | sporter(s)         | land | tijd |
| ------ | ------------------ | ---- | ---- |
| Goud   | Jesse Owens        | USA  | 10.3 |
| Zilver | Ralph Metcalfe     | USA  | 10.4 |
| Brons  | Tinus Osendarp     | NED  | 10.5 |
| 4      | Frank Wykoff       | USA  | 10.6 |
| 5      | Erich Borchmeyer   | GER  | 10.7 |
| 6      | Lennart Strandberg | SWE  | 10.9 |

### 200 m
| rang   | sporter(s)       | land | tijd    |
| ------ | ---------------- | ---- | ------- |
| Goud   | Jesse Owens      | USA  | OR 20.7 |
| Zilver | Matthew Robinson | USA  | 21.1    |
| Brons  | Tinus Osendarp   | NED  | 21.3    |
| 4      | Paul Hänni       | SUI  | 21.6    |
| 5      | Lee Orr          | CAN  | 21.6    |
| 6      | Wil van Beveren  | NED  | 21.9    |

### 400 m
| rang   | sporter(s)      | land | tijd |
| ------ | --------------- | ---- | ---- |
| Goud   | Archie Williams | USA  | 46.5 |
| Zilver | Godfrey Brown   | GBR  | 46.7 |
| Brons  | James LuValle   | USA  | 46.8 |
| 4      | Bill Roberts    | GBR  | 46.8 |
| 5      | William Fritz   | CAN  | 47.8 |
| 6      | John Loaring    | CAN  | 48.2 |

### 800 m
| rang   | sporter(s)           | land | tijd   |
| ------ | -------------------- | ---- | ------ |
| Goud   | John Woodruff        | USA  | 1:52.9 |
| Zilver | Mario Lanzi          | ITA  | 1:53.3 |
| Brons  | Philip Edwards       | CAN  | 1:53.6 |
| 4      | Kazimierz Kucharski  | POL  | 1:53.8 |
| 5      | Charles Hornbostel   | USA  | 1:54.6 |
| 6      | Harry Williamson     | USA  | 1:55.8 |
| 7      | Juan Carlos Anderson | ARG  |        |
| 8      | Gerald Backhouse     | AUS  |        |

### 1500 m
| rang   | sporter(s)        | land | tijd      |
| ------ | ----------------- | ---- | --------- |
| Goud   | Jack Lovelock     | NZL  | WR 3:47.8 |
| Zilver | Glenn Cunningham  | USA  | 3:48.4    |
| Brons  | Luigi Beccali     | ITA  | 3:49.2    |
| 4      | Archie San Romani | USA  | 3:50.0    |
| 5      | Philip Edwards    | CAN  | 3:50.4    |
| 6      | John Cornes       | GBR  | 3:51.4    |
| 7      | Miklós Szabó      | HUN  | 3:53.0    |
| 8      | Robert Goix       | FRA  | 3:53.8    |

### 5000 m
| rang   | sporter(s)      | land | tijd       |
| ------ | --------------- | ---- | ---------- |
| Goud   | Gunnar Höckert  | FIN  | OR 14:22.2 |
| Zilver | Lauri Lehtinen  | FIN  | 14:25.8    |
| Brons  | John Jonsson    | SWE  | 14:29.0    |
| 4      | Kohei Murakoso  | JPN  | 14:30.0    |
| 5      | Józef Noji      | POL  | 14:33.4    |
| 6      | Ilmari Salminen | FIN  | 14:39.8    |
| 7      | Umberto Cerati  | ITA  | 14:44.4    |
| 8      | Louis Zamperini | USA  | 14:46.8    |

### 10000 m
| rang   | sporter(s)         | land | tijd    |
| ------ | ------------------ | ---- | ------- |
| Goud   | Ilmari Salminen    | FIN  | 30:15.4 |
| Zilver | Arvo Askola        | FIN  | 30:15.6 |
| Brons  | Volmari Iso-Hollo  | FIN  | 30:20.2 |
| 4      | Kohei Murakoso     | JPN  | 30:25.0 |
| 5      | James Burns        | GBR  | 30:58.2 |
| 6      | Juan Carlos Zabala | ARG  | 31:22.0 |
| 7      | Max Gebhard        | GER  | 31:29.6 |
| 8      | Donald Lash        | USA  | 31:39.4 |

### marathon
| rang   | sporter(s)                 | land | tijd         |
| ------ | -------------------------- | ---- | ------------ |
| Goud   | Sohn Kee-chung (Son Kitei) | JPN  | OR 2:29:19.2 |
| Zilver | Ernest Harper              | GBR  | 2:31:23.2    |
| Brons  | Nam Sung-yong (Shoryu Nan) | JPN  | 2:31:42.0    |
| 4      | Erkki Tamila               | FIN  | 2:32:45.0    |
| 5      | Väino Muinonen             | FIN  | 2:33:46.0    |
| 6      | Johannes Coleman           | RSA  | 2:36:17.0    |
| 7      | Donald Robertson           | GBR  | 2:37:06.2    |
| 8      | Henry Gibson               | RSA  | 2:38:04.0    |

### 110 m horden
| rang   | sporter(s)        | land | tijd |
| ------ | ----------------- | ---- | ---- |
| Goud   | Forrest Towns     | USA  | 14.2 |
| Zilver | Donald Finlay     | GBR  | 14.4 |
| Brons  | Frederick Pollard | USA  | 14.4 |
| 4      | Håkan Lidman      | SWE  | 14.4 |
| 5      | John Thornton     | GBR  | 14.7 |
| 6      | Lawrence O'Connor | CAN  | 15.0 |

Forrest Towns liep een WR in de halve finales, tijd 14.1 s.

### 400 m horden
| rang   | sporter(s)                  | land | tijd |
| ------ | --------------------------- | ---- | ---- |
| Goud   | Glenn Hardin                | USA  | 52.4 |
| Zilver | John Loaring                | CAN  | 52.7 |
| Brons  | Miguel White                | PHI  | 52.8 |
| 4      | Joseph Patterson            | USA  | 53.0 |
| 5      | Sylvio de Magalhães Padilha | BRA  | 54.0 |
| 6      | Christos Mantikas           | GRE  | 54.2 |

### 3000 m steeple chase

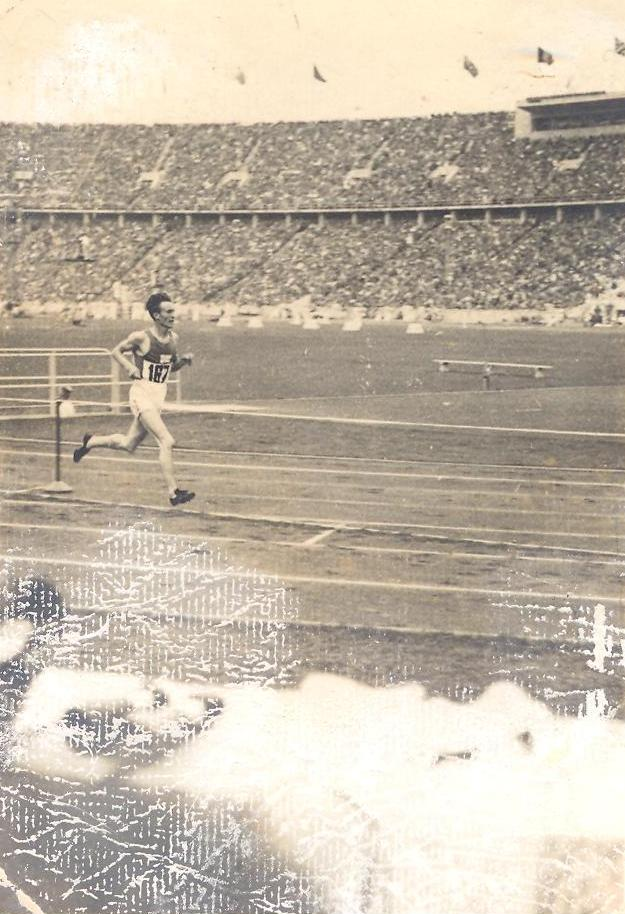
Volmari Iso-Hollo

| rang   | sporter(s)        | land | tijd      |
| ------ | ----------------- | ---- | --------- |
| Goud   | Volmari Iso-Hollo | FIN  | WR 9:03.8 |
| Zilver | Kaarlo Tuominen   | FIN  | 9:06.8    |
| Brons  | Alfred Dompert    | GER  | 9:07.2    |
| 4      | Martti Matilainen | FIN  | 9:09.0    |
| 5      | Harold Manning    | USA  | 9:11.2    |
| 6      | Lars Larsson      | SWE  | 9:16.6    |
| 7      | Voldemars Vitols  | LAT  | 9:18.8    |
| 8      | Glenn Dawson      | USA  | 9:21.2    |

### 4x100 m estafette
| rang   | sporter(s)                                                          | land | tijd    |
| ------ | ------------------------------------------------------------------- | ---- | ------- |
| Goud   | Jesse Owens Ralph Metcalfe Foy Draper Frank Wykoff                  | USA  | WR 39.8 |
| Zilver | Orazio Mariani Gianni Caldana Elio Ragni Tullio Gonnelli            | ITA  | 41.1    |
| Brons  | Wilhelm Leichum Erich Borchmeyer Erwin Gillmeister Gerd Hornberger  | GER  | 41.2    |
| 4      | Juan Alberto Lavenas Antonio Sande Carlos Hofmeister Tomas Clifford | ARG  | 42.2    |
| 5      | Samuel Richardson Arthur Humber Lee Orr Howard McPhee               | CAN  | 42.7    |
|        | Tjeerd Boersma Wil van Beveren Chris Berger Tinus Osendarp          | NED  | DNF     |

### 4x400 m estafette
| rang   | sporter(s)                                                        | land | tijd   |
| ------ | ----------------------------------------------------------------- | ---- | ------ |
| Goud   | Freddie Wolff Godfrey Rampling Bill Roberts Godfrey Brown         | GBR  | 3:09.0 |
| Zilver | Harold Cagle Robert Young Edward O'Brien Alfred Fitch             | USA  | 3:11.0 |
| Brons  | Helmut Hamann Friedrich von Stülpnagel Harry Voigt Rudolf Harbig  | GER  | 3:11.8 |
| 4      | Marshall Limon Philip Edwards William Fritz John Loaring          | CAN  | 3:11.8 |
| 5      | Sven Strömberg Per Edfeldt Olof Danielsson Bertil von Wachenfeldt | SWE  | 3:13.0 |
| 6      | Tibor Ribényi Zoltán Zsitvai József Vadas József Kovacs           | HUN  | 3:14.8 |

### 50 km snelwandelen
| rang   | sporter(s)           | land | tijd         |
| ------ | -------------------- | ---- | ------------ |
| Goud   | Harold Whitlock      | GBR  | OR 4:30:41.4 |
| Zilver | Arthur Schwab        | SUI  | 4:32:09.2    |
| Brons  | Adalberts Bubenko    | LAT  | 4:32:42.2    |
| 4      | Jaroslav Zofka-Štork | TCH  | 4:34:00.2    |
| 5      | Edgar Bruun          | NOR  | 4:34:53.2    |
| 6      | Fritz Bleiweiß       | GER  | 4:36:48.4    |
| 7      | Karl Reiniger        | FRA  | 4:40:45.0    |
| 8      | Étienne Laisné       | FRA  | 4:41:40.0    |

### hoogspringen
| rang   | sporter(s)        | land | hoogte    |
| ------ | ----------------- | ---- | --------- |
| Goud   | Cornelius Johnson | USA  | OR 2.03 m |
| Zilver | David Albritton   | USA  | 2.00 m    |
| Brons  | Delos Thurber     | USA  | 2.00 m    |
| 4      | Kalevi Kotkas     | FIN  | 2.00 m    |
| 5      | Kimio Yada        | JPN  | 1.97 m    |
| 6      | Lauri Kalima      | FIN  | 1.94 m    |
| 6      | Hiroshi Tanaka    | JPN  | 1.94 m    |
| 6      | Yoshiro Asakuma   | JPN  | 1.94 m    |
| 6      | Gustav Weinkötz   | GER  | 1.94 m    |

### polsstokhoogspringen
| rang   | sporter(s)        | land | hoogte    |
| ------ | ----------------- | ---- | --------- |
| Goud   | Earle Meadows     | USA  | OR 4.35 m |
| Zilver | Shuhei Nishida    | JPN  | 4.25 m    |
| Brons  | Sueo Oe           | JPN  | 4.25 m    |
| 4      | William Sefton    | USA  | 4.25 m    |
| 5      | Bill Graber       | USA  | 4.15 m    |
| 6      | Josef Haunzwickel | AUT  | 4.00 m    |
| 6      | Alfred Proksch    | AUT  | 4.00 m    |
| 6      | Sylvanus Apps     | CAN  | 4.00 m    |
| 6      | Frederick Webster | GBR  | 4.00 m    |
| 6      | Péter Bácsalmási  | HUN  | 4.00 m    |
| 6      | Viktor Zsuffka    | HUN  | 4.00 m    |
| 6      | Danilo Innocenti  | ITA  | 4.00 m    |
| 6      | Kiyoshi Adachi    | JPN  | 4.00 m    |
| 6      | Wilhelm Sznajder  | POL  | 4.00 m    |
| 6      | Bo Ljungberg      | SWE  | 4.00 m    |
| 6      | Jan Korejs        | TCH  | 4.00 m    |

### verspringen
| rang   | sporter(s)      | land | afstand   |
| ------ | --------------- | ---- | --------- |
| Goud   | Jesse Owens     | USA  | OR 8.06 m |
| Zilver | Luz Long        | GER  | 7.87 m    |
| Brons  | Naoto Tajima    | JPN  | 7.74 m    |
| 4      | Arturo Maffei   | ITA  | 7.73 m    |
| 4      | Wilhelm Leichum | GER  | 7.73 m    |
| 6      | Robert Clark    | USA  | 7.67 m    |
| 7      | John Brooks     | USA  | 7.41 m    |
| 8      | Robert Paul     | FRA  | 7.34 m    |

### hink-stap-springen
| rang   | sporter(s)      | land | afstand    |
| ------ | --------------- | ---- | ---------- |
| Goud   | Naoto Tajima    | JPN  | WR 16.00 m |
| Zilver | Masao Harada    | JPN  | 15.66 m    |
| Brons  | John Metcalfe   | AUS  | 15.50 m    |
| 4      | Heinz Wöllner   | GER  | 15.27 m    |
| 5      | Rolland Romero  | USA  | 15.08 m    |
| 6      | Kenkichi Oshima | JPN  | 15.07 m    |
| 7      | Erich Joch      | GER  | 14.88 m    |
| 8      | Dudley Wilkins  | USA  | 14.83 m    |

### kogelstoten
| rang   | sporter(s)       | land | afstand    |
| ------ | ---------------- | ---- | ---------- |
| Goud   | Hans Woellke     | GER  | OR 16.20 m |
| Zilver | Sulo Bärlund     | FIN  | 16.12 m    |
| Brons  | Gerhard Stöck    | GER  | 15.66 m    |
| 4      | Harrison Francis | USA  | 15.45 m    |
| 5      | Jack Torrance    | USA  | 15.38 m    |
| 6      | Dimitri Zaitz    | USA  | 15.32 m    |
| 7      | František Douda  | TCH  | 15.28 m    |
| 8      | Arnold Viiding   | EST  | 15.23 m    |

### discuswerpen
| rang   | sporter(s)        | land | afstand    |
| ------ | ----------------- | ---- | ---------- |
| Goud   | Ken Carpenter     | USA  | OR 50.48 m |
| Zilver | Gordon Dunn       | USA  | 49.36 m    |
| Brons  | Giorgio Oberweger | ITA  | 49.23 m    |
| 4      | Reidar Sørlie     | NOR  | 48.77 m    |
| 5      | Willy Schröder    | GER  | 47.93 m    |
| 6      | Nikolaos Syllas   | GRE  | 47.75 m    |
| 7      | Gunnar Bergh      | SWE  | 47.22 m    |
| 8      | Åke Hedvall       | SWE  | 46.20 m    |

### kogelslingeren
| rang   | sporter(s)        | land | afstand    |
| ------ | ----------------- | ---- | ---------- |
| Goud   | Karl Hein         | GER  | OR 56.49 m |
| Zilver | Erwin Blask       | GER  | 55.04 m    |
| Brons  | Fred Warngård     | SWE  | 54.83 m    |
| 4      | Gustav Koutonen   | FIN  | 51.90 m    |
| 5      | William Rowe      | USA  | 51.66 m    |
| 6      | Donald Favor      | USA  | 51.01 m    |
| 7      | Bernhard Greulich | GER  | 50.61 m    |
| 8      | Koit Annamaa      | EST  | 50.46 m    |

### speerwerpen
| rang   | sporter(s)         | land | afstand |
| ------ | ------------------ | ---- | ------- |
| Goud   | Gerhard Stöck      | GER  | 71.84 m |
| Zilver | Yrjö Nikkanen      | FIN  | 70.77 m |
| Brons  | Kaarlo Toivonen    | FIN  | 70.72 m |
| 4      | Lennart Attervall  | SWE  | 69.20 m |
| 5      | Matti Järvinen     | FIN  | 69.18 m |
| 6      | Alton Terry        | USA  | 67.15 m |
| 7      | Eugeniusz Lokajski | POL  | 66.39 m |
| 8      | József Várszegi    | HUN  | 65.30 m |

### tienkamp
| rang   | sporter(s)    | land | punten  |
| ------ | ------------- | ---- | ------- |
| Goud   | Glenn Morris  | USA  | WR 7900 |
| Zilver | Robert Clark  | USA  | 7601    |
| Brons  | Jack Parker   | USA  | 7275    |
| 4      | Erwin Huber   | GER  | 7087    |
| 5      | Jan Brasser   | NED  | 7046    |
| 6      | Armin Guhl    | SUI  | 7033    |
| 7      | Olle Bexell   | SWE  | 7024    |
| 8      | Helmut Bonnet | GER  | 6949    |

## Dames

### 100 m
| rang   | sporter(s)             | land | tijd    |
| ------ | ---------------------- | ---- | ------- |
| Goud   | Helen Stephens         | USA  | WR 11.5 |
| Zilver | Stanisława Walasiewicz | POL  | 11.7    |
| Brons  | Käthe Krauß            | GER  | 11.9    |
| 4      | Marie Dollinger        | GER  | 12.0    |
| 5      | Annette Rogers         | USA  | 12.2    |
| 6      | Emmy Albus             | GER  | 12.3    |

### 80 m horden
| rang   | sporter(s)       | land | tijd    |
| ------ | ---------------- | ---- | ------- |
| Goud   | Ondina Valla     | ITA  | OR 11.7 |
| Zilver | Anni Steuer      | GER  | 11.7    |
| Brons  | Elizabeth Taylor | CAN  | 11.7    |
| 4      | Claudia Testoni  | ITA  | 11.7    |
| 5      | Kitty ter Braake | NED  | 11.8    |
| 6      | Doris Eckert     | GER  | 12.0    |

### 4x100 m estafette
| rang   | sporter(s)                                                      | land | tijd |
| ------ | --------------------------------------------------------------- | ---- | ---- |
| Goud   | Harriet Bland Annette Rogers Betty Robinson Helen Stephens      | USA  | 46.9 |
| Zilver | Eileen Hiscock Violet Olney Audrey Brown Barbara Burke          | GBR  | 47.6 |
| Brons  | Dorothy Brookshaw Mildred Dolson Hilda Cameron Aileen Meagher   | CAN  | 47.8 |
| 4      | Lydia Bongiovanni Ondina Valla Fernanda Bullano Claudia Testoni | ITA  | 48.7 |
| 5      | Kitty ter Braake Fanny Koen Ali de Vries Lies Koning            | NED  | 48.8 |
|        | Emmy Albus Käthe Krauß Marie Dollinger Ilse Dörffeldt           | GER  | DNF  |

De Duitse ploeg liep een WR in de halve finales, tijd 46.4 s.

### hoogspringen
| rang   | sporter(s)         | land | hoogte |
| ------ | ------------------ | ---- | ------ |
| Goud   | Ibolya Csák        | HUN  | 1.60 m |
| Zilver | Dorothy Odam       | GBR  | 1.60 m |
| Brons  | Elfriede Kaun      | GER  | 1.60 m |
| 41     | Marguerite Nicolas | FRA  | 1.58 m |
| 5      | Doris Carter       | AUS  | 1.55 m |
| 5      | Annette Rogers     | USA  | 1.55 m |
| 5      | Fanny Koen         | NED  | 1.55 m |
| 8      | Wanda Nowak        | AUT  | 1.50 m |
| 8      | Margaret Bell      | CAN  | 1.50 m |
| 8      | Nelly Carrington   | GBR  | 1.50 m |
| 8      | Alice Jean Arden   | USA  | 1.50 m |
| 8      | Kathlyn Kelley     | USA  | 1.50 m |

1 Dora Ratjen sprong eveneens 1,58 m maar werd later uit de uitslag geschrapt toen bleek dat ze een man was.

### discuswerpen
| rang   | sporter(s)          | land | afstand    |
| ------ | ------------------- | ---- | ---------- |
| Goud   | Gisela Mauermayer   | GER  | OR 47.63 m |
| Zilver | Jadwiga Wajsówna    | POL  | 46.22 m    |
| Brons  | Paula Mollenhauer   | GER  | 39.80 m    |
| 4      | No Nakamura         | JPN  | 38.24 m    |
| 5      | Hide Mineshima      | JPN  | 37.35 m    |
| 6      | Birgit Lundström    | SWE  | 35.92 m    |
| 7      | Ans Niesink         | NED  | 35.21 m    |
| 8      | Gertrude Wilhelmsen | USA  | 34.43 m    |

### speerwerpen
| rang   | sporter(s)          | land | afstand    |
| ------ | ------------------- | ---- | ---------- |
| Goud   | Tilly Fleischer     | GER  | OR 45.18 m |
| Zilver | Luise Krüger        | GER  | 43.29 m    |
| Brons  | Maria Kwaśniewska   | POL  | 41.80 m    |
| 4      | Herma Bauma         | AUT  | 41.66 m    |
| 5      | Sadako Yamamoto     | JPN  | 41.45 m    |
| 6      | Lydia Eberhardt     | GER  | 41.37 m    |
| 7      | Gertrude Wilhelmsen | USA  | 37.35 m    |
| 8      | Gien de Kock        | NED  | 36.93 m    |

## Medaillespiegel
| rang   | land             | goud | zilver | brons | totaal |
| ------ | ---------------- | ---- | ------ | ----- | ------ |
| 1      | Verenigde Staten | 14   | 7      | 4     | 25     |
| 2      | Duitsland        | 5    | 4      | 7     | 16     |
| 3      | Finland          | 3    | 5      | 2     | 10     |
| 4      | Groot-Brittannië | 2    | 5      | 0     | 7      |
| 5      | Japan            | 2    | 2      | 3     | 7      |
| 6      | Italië           | 1    | 2      | 2     | 5      |
| 7      | Hongarije        | 1    | 0      | 0     | 1      |
| 7      | Nieuw-Zeeland    | 1    | 0      | 0     | 1      |
| 9      | Polen            | 0    | 2      | 1     | 3      |
| 10     | Canada           | 0    | 1      | 3     | 4      |
| 11     | Zwitserland      | 0    | 1      | 0     | 1      |
| 12     | Nederland        | 0    | 0      | 2     | 2      |
| 12     | Zweden           | 0    | 0      | 2     | 2      |
| 14     | Australië        | 0    | 0      | 1     | 1      |
| 14     | Letland          | 0    | 0      | 1     | 1      |
| 14     | Filipijnen       | 0    | 0      | 1     | 1      |
| totaal | totaal           | 29   | 29     | 29    | 87     |

Athene 1896 · Parijs 1900 · St. Louis 1904 · Londen 1908 · Stockholm 1912 · Antwerpen 1920 · Parijs 1924 · Amsterdam 1928 · Los Angeles 1932 · Berlijn 1936 · Londen 1948 · Helsinki 1952 · Melbourne 1956 · Rome 1960 · Tokio 1964 · Mexico-stad 1968 · München 1972 · Montréal 1976 · Moskou 1980 · Los Angeles 1984 · Seoel 1988 · Barcelona 1992 · Atlanta 1996 · Sydney 2000 · Athene 2004 · Peking 2008 · Londen 2012 · Rio de Janeiro 2016  · Tokio 2020  · Parijs 2024  · Los Angeles 2028 
Medaillewinnaars mannen · vrouwen · gemengd
Atletiek · Basketbal · Boksen · Gewichtheffen · Handbal · Hockey · Honkbal (demonstratie) · Kanovaren · Kunstwedstrijden · Moderne vijfkamp · Paardensport · Polo · Roeien · Schermen · Schietsport · Schoonspringen · Turnen · Voetbal · Waterpolo · Wielersport · Worstelen · Zeilen · Zweefvliegen (demonstratie) · Zwemmen